# Август фон Щолберг
Август Фридрих Бото Кристиан фон Щолберг-Росла (на немски: August Friedrich Botho Christian zu Stolberg-Rossla; * 25 септември 1768, Ортенберг, Хесен; † 8 декември 1846, Росла) от фамилията Щолбер е граф на Щолберг-Росла.

## Произход
Той е син на граф Йохан Мартин II фон Щолберг-Росла (1728 – 1795) и съпругата му бургграфиня София Шарлота фон Кирхберг, графиня фон Сайн-Хахенбург (1731 – 1772), дъщеря на бургграф Георг Фридрих фон Кирхберг († 1749) и графиня София Амалия фон Насау-Саарбрюкен-Отвайлер († 1753). Брат е на Кристиан Георг (1770 – 1831) и Карл Ердман Лудвиг (1771 – 1790) фон Щолберг-Росла.
Август фон Щолберг-Росла умира на 8 декември 1846 г. Росла на 78 години.

## Фамилия
Август фон Щолберг-Росла се жени на 22 октомври 1811 г. в Шьонберг (Оденвалд) за графиня Каролина Августа Луиза Хенриета Амалия фон Ербах-Шьонберг (* 9 септември 1785, Бохемия; † 18 март 1848, Росла), дъщеря на граф Карл Евгений фон Ербах-Шьонберг-Бройберг (1732 – 1816) и Мария Непомуцена Йозефа Викторина Анна Цадубски фон Шьонтал (1757 – 1787). Те имат шест деца:
- Луиза (* 26 май 1813; † 13 януари 1814)
- Мария (* 24 декември 1814; † 31 декември 1814)
- Бото (* 5 юни 1816; † 15 декември 1826)
- Елизабет (* 28 ноември 1817; † 6 септември 1896), омъжена за граф Вилхелм фон Щолберг-Вернигероде (* 13 май 1807; † 6 март 1898)
- Луитгарда (* 12 октомври 1819; † 15 август 1822)
- Карл Мартин фон Щолберг (* 1 август 1822; † 23 януари 1870), граф на Щолберг-Росла, женен за Берта фон Золмс-Рьоделхайм-Асенхайм (* 27 декември 1824; † 14 ноември 1898)